# Proprioseiopsis trilobae
Proprioseiopsis trilobae är en spindeldjursart som beskrevs av Denmark och Evans 1999. Proprioseiopsis trilobae ingår i släktet Proprioseiopsis och familjen Phytoseiidae. Inga underarter finns listade i Catalogue of Life.